# Премия имени П. Н. Яблочкова АН СССР
В связи со 100-летием со дня рождения учёного-электротехника 17 сентября 1947 года Совет Министров СССР постановил:
Учредить премию имени П. И. Яблочкова в размере 20 тысяч рублей, присуждаемую Президиумом Академии наук СССР один раз в 3 года, за лучшее сочинение по электротехнике и светотехнике. Поручить Президиуму Академии наук СССР утвердить Положение о премии имени П. Н. Яблочкова.
Комиссия по премии утверждена в составе академиков В. П. Никитина (председатель), В. С. Кулебакина, В. Ф. Миткевича, членов-корреспондентов АН СССР М. П. Костенко, К. А. Круга, М. А. Шателена и доктора технических наук профессора М. В. Соколова.
После денежной реформы 1961 года размер премии составил 2000 рублей.
Срок представления работ на соискание премии — до 1 сентября соответствующего года. Работы представлялись в Отделение технических наук Академии наук СССР (Москва, В — 71, Ленинский проспект, 14) с надписью «На соискание премии имени П. Н. Яблочкова» в трех экземплярах.
Лауреаты:
- 1948 — выдвигались А. А. Гершун, Н. А. Карякин, П. И. Кузнецов, С. Я. Литвинов, В. В. Мешков, П. И. Музыченко, Г. Л. Эпштейн.
- 1951 Веников Валентин Андреевич — за книгу «Применение теории подобия и моделирования в электротехнике» (1949).
- 1958 — профессор Григорий Иосифович Атабеков — за разработку теоретических основ релейной защиты высоковольтных сетей.
- 1961 — за второе доработанное издание монографии «Электрификация самолетов» авторскому коллективу в составе В. С. Кулебакина, И. М. Синдеева, В. Д. Нагорского и В. Т. Морозовского
- 1964 — авторский коллектив Государственного научно-исследовательского энергетического института им. Г. М. Кржижановского в составе кандидата технических наук В. Д. Кравченко, кандидата технических наук В. И. Левитова и члена-корреспондента АН СССР В. И. Попкова за исследование коронного разряда на действующих (нагруженных) линиях электропередачи.
- 1967 доктору технических наук Е. Я. Казовскому (Институт электромеханики) и доктору наук С. В. Страхову (Московский институт инженеров железнодорожного транспорта) за комплекс исследований переходных процессов в машинах переменного тока и в электрических цепях, содержащих эти машины.
- 1970 доктор технических наук Владимир Степанович Комельков и кандидат физико-математических наук Юрий Владимирович Скворцов (ИАЭ) — за комплекс работ по теории электрического пробоя жидкостей.
- 1973 академик АН АзербССР Чингиз Мехтиевич Джуварлы и кандидат технических наук Евгений Васильевич Дмитриев Институт физики АН АзербССР) за комплекс работ в обчисленных волновых процессов в сложных электр
- 1975 Глебов, Игорь Алексеевич
- 1979 Российской академией наук чл.-корр. АН СССР М. В. Костенко, к.т. н. Л. С. Перельману и к.т. н. Ю. П. Шкарину присуждена премия имени П. Н. Яблочкова[1] за серию трудов «Волновые процессы в многопроводных линиях»
- 1983 Э. А. Меерович и К. М. Чальян за серию работ "Математическая модель для расчета электромагнитных режимов пофазно-экранированных токопроводов от современных сверхмощных генераторов».
- 1986 Ю. В. Ракитский, академик К. С. Демирчян
- 1989 член—корреспондент АН СССР Я. Б. Данилевич, доктора технических наук В. М. Фридман и Г. М. Хуторецкий за комплекс исследований по повышению надёжности мощных турбогенераторов.

С 1995 года Премия имени П. Н. Яблочкова вручается Отделением физико-технических проблем энергетики Российской академии наук за выдающиеся работы в области электрофизики и электротехники.